# Тітідзіма
Тітідзіма (яп. 父島, «острів-батько») — найбільший острів з архіпелагу Тітдзіма групи островів Оґасавара, Токіо, Японія. Площа становить 24 км², населення — близько 2000 чоловік.
Острів цінний унікальною фауною і флорою, через те що впродовж віків не мав зв'язку з континентом. Він перетворений на національний парк.
Тітідзіма є центром села Оґасавара, адміністративної одиниці Токіо.

## Галерея

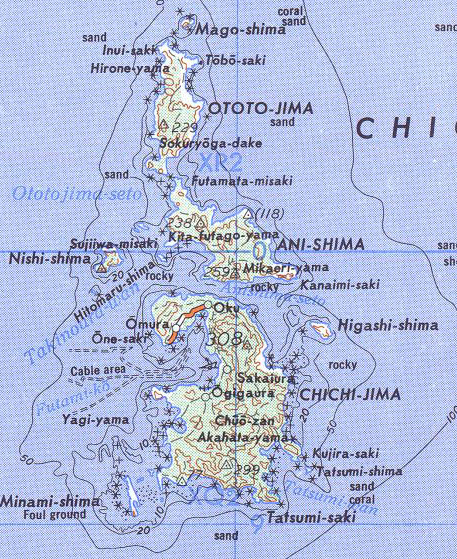
Карта групи островів архіпелагу Тітідзіма
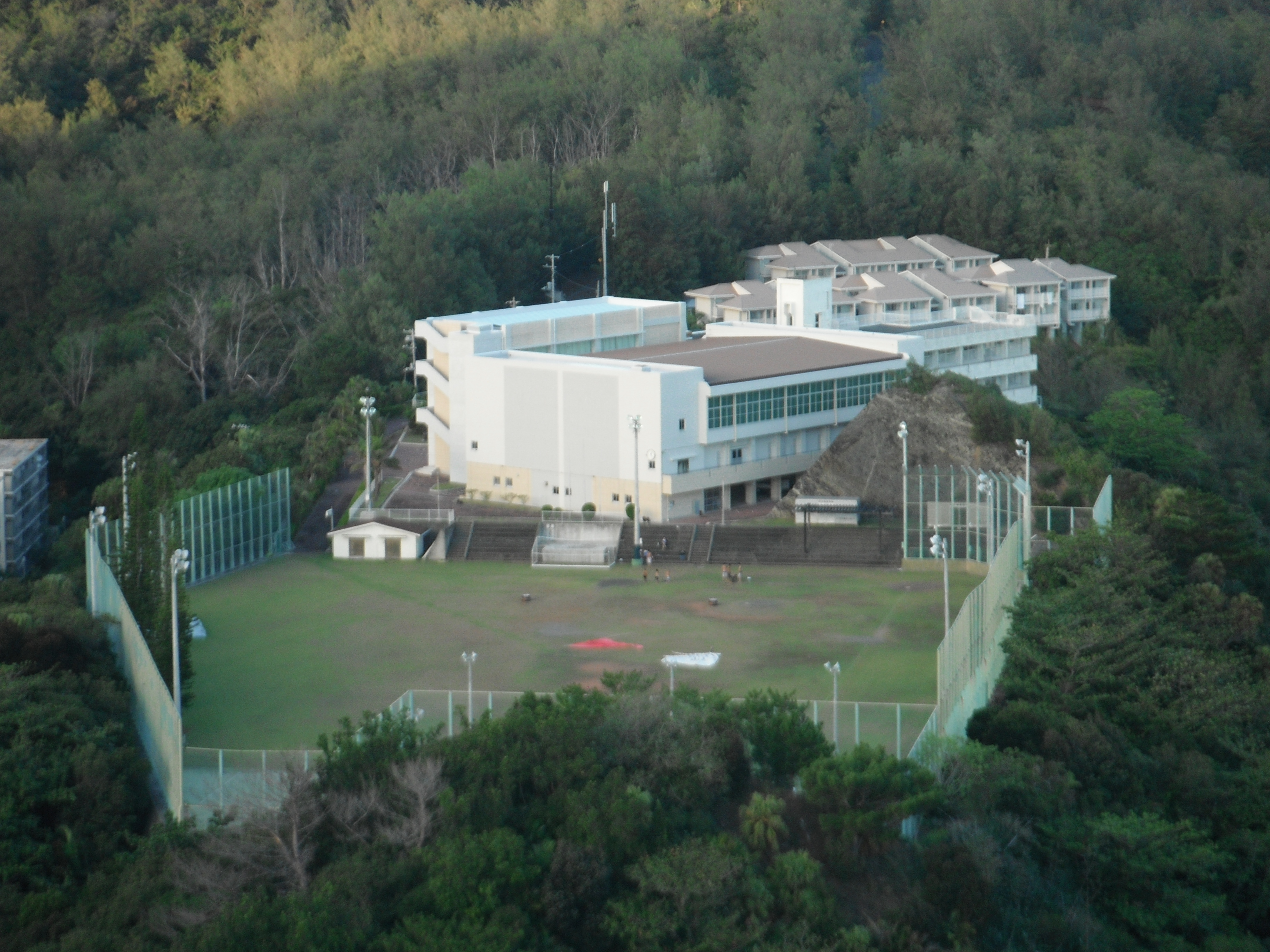
Старша школа Оґасавари